# Yang Liwei
Yang Liwei (chiń. 楊利偉; ur. 21 czerwca 1965 w Huludao) – chiński lotnik wojskowy i tajkonauta. Pierwszy obywatel chiński w przestrzeni kosmicznej. Generał major Chińskiej Armii Ludowo-Wyzwoleńczej.

## Życiorys

### Wykształcenie i służba wojskowa

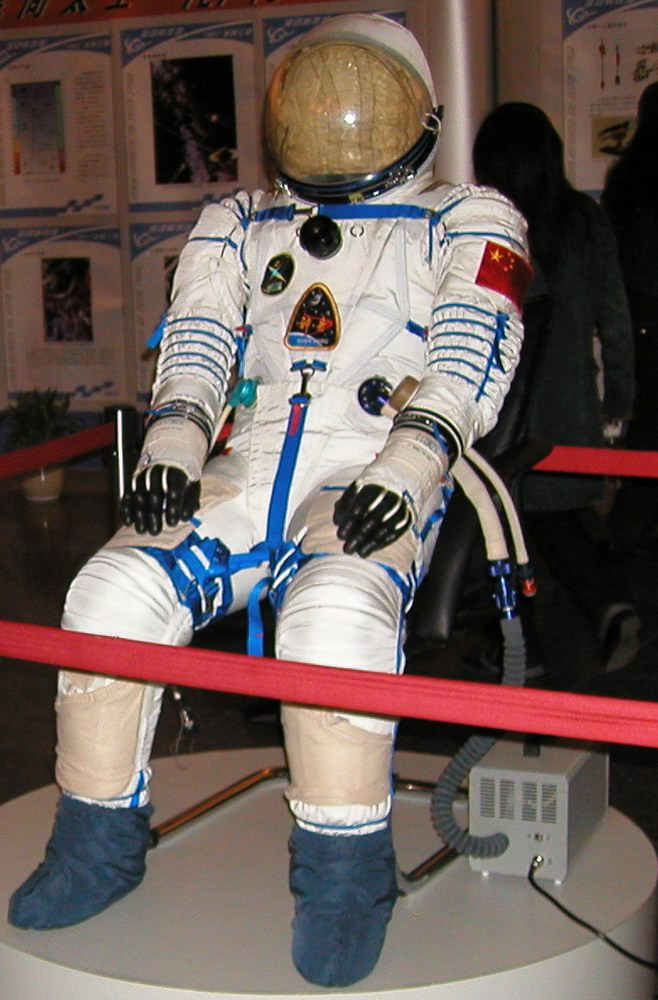
Skafander kosmiczny noszony przez Yanga Liweia

We wrześniu 1983 wstąpił do lotnictwa Chińskiej Armii Ludowo-Wyzwoleńczej. W 1987 ukończył Wojskową Szkołę Lotniczą nr 8. Latał na myśliwcach. Jako pilot wylatał ponad 1350 godzin.

### Kariera tejkonauty i loty kosmiczne
1 stycznia 1998 został wybrany do pierwszej, 14-osobowej, grupy chińskich kosmonautów (Chiny grupa 1) przewidzianych do lotów w kosmos na pokładzie statków kosmicznych typu Shenzhou. Kandydowało do niej ponad 1500 pilotów wojskowych. O tym, że to on będzie pierwszym chińskim astronautą, zadecydowano dopiero w przeddzień startu.
Start do misji Shenzhou 5 nastąpił 15 października 2003 z kosmodromu Jiuquan. Orbitę okołoziemską statek osiągnął w niespełna 10 minut. Po około 7 godzinach wykonano manewr korekcji orbity (zmieniono ją na kołową).
W czasie lotu Yang Liwei sprawdzał działanie wszystkich systemów statku i systemu podtrzymywania życia. Na pokład zabrał ze sobą flagi Chińskiej Republiki Ludowej i Organizacji Narodów Zjednoczonych. Na wypadek lądowania na nieprzewidzianym terenie miał ze sobą broń, nóż i pałatkę. Lot Shenzhou 5 był typowym lotem testowym. Kabina mogła faktycznie pomieścić jednocześnie 3 kosmonautów, a czas lotu, który nie przekroczył doby w docelowych planach może sięgać nawet kilkunastu dni. Próby na orbicie wypadły pomyślnie i po wykonaniu 14 okrążeń Ziemi Shenzhou 5 pomyślnie wylądował w rejonie miasta Siziwang w odległości ok. 100 km od Hohhot, stolicy Mongolii Wewnętrznej w Chinach. Po 15 minutach od lądowania przy pomocy ekipy ratunkowej opuścił kapsułę Shenzhou 5. Na orbicie pozostał moduł orbitalny statku, który wykonywał zadania o charakterze wojskowym (jego deorbitacja nastąpiła 30 maja 2004). Po zakończonym locie Yang Liwei został bohaterem narodowym Chin. W jednym z wywiadów przyznał, że nie widział z kosmosu Chińskiego Muru. 31 października 2003 odwiedził Hongkong, natomiast 5 listopada Makau.
Wiosną 2007 został nieoficjalnie wytypowany na dowódcę misji Shenzhou 10. W październiku 2007 mianowany zastępcą członka Komitetu Centralnego Komunistycznej Partii Chin (był nim do listopada 2012). 22 lipca 2008 został awansowany do stopnia generała majora. W 2010 opublikował swoją autobiografię.

## Ordery, odznaczenia i nagrody
7 listopada 2003 przewodniczący Centralnej Komisji Wojskowej Jiang Zemin, z uznaniu zasług, przyznał mu tytuł „Bohatera kosmosu”. Uroczystość odbyła się w Wielkiej Hali Ludowej. Doktorat honoris causa przyznał mu Uniwersytet Chiński w Hongkongu. W październiku 2017 otrzymał prestiżowy UNESCO Medal on Space Science.
Stowarzyszenie Uczestników Lotów Kosmicznych (Association of Space Explorers) przyznało mu Universal Astronaut Insignia za lot orbitalny (nr 431).

## Upamiętnienie
- Na jego cześć została nazwana planetoida (21064) Yangliwei[12].
- W 2010 jego wizerunek znalazł się na somalijskim znaczku pocztowym[13].

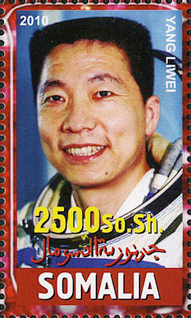
Yang Liwei upamiętniony na somalijskim znaczku pocztowym

## Życie prywatne
Żonaty, ma syna.

## Wykaz lotów[14]
| Lp.                                                                | Data startu          | Data lądowania       | Statek kosmiczny | Funkcja | Czas trwania                     |
| ------------------------------------------------------------------ | -------------------- | -------------------- | ---------------- | ------- | -------------------------------- |
| 1                                                                  | 15 października 2003 | 15 października 2003 | Shenzhou 5       | Dowódca | 21 godzin 22 minuty i 45 sekund. |
| Łączny czas spędzony w kosmosie — 21 godzin 22 minuty i 45 sekund. |                      |                      |                  |         |                                  |